# Canton du Puy-en-Velay-4
Le canton du Puy-en-Velay-4 est une circonscription électorale française du département de la Haute-Loire.

## Histoire
Un nouveau découpage territorial de la Haute-Loire entre en vigueur à l'occasion des premières élections départementales suivant le décret du 17 février 2014. Les conseillers départementaux sont, à compter de ces élections, élus au scrutin majoritaire binominal mixte. Les électeurs de chaque canton élisent au Conseil départemental, nouvelle appellation du Conseil général, deux membres de sexe différent, qui se présentent en binôme de candidats. Les conseillers départementaux sont élus pour 6 ans au scrutin binominal majoritaire à deux tours, l'accès au second tour nécessitant 12,5 % des inscrits au 1er tour. En outre la totalité des conseillers départementaux est renouvelée. Ce nouveau mode de scrutin nécessite un redécoupage des cantons dont le nombre est divisé par deux avec arrondi à l'unité impaire supérieure si ce nombre n'est pas entier impair, assorti de conditions de seuils minimaux. Dans la Haute-Loire, le nombre de cantons passe ainsi de 35 à 19.
Le canton du Puy-en-Velay-4 est formé d'une fraction du Puy-en-Velay et de communes de l'ancien canton du Puy-en-Velay-Sud-Est (2 communes). Il est entièrement inclus dans l'arrondissement du Puy-en-Velay. Le bureau centralisateur est situé au Puy-en-Velay.

## Représentation
| Période élective | Période élective | Mandat | Mandat   | Identité               | Nuance | Nuance | Qualité                                        |
| ---------------- | ---------------- | ------ | -------- | ---------------------- | ------ | ------ | ---------------------------------------------- |
| 2015             | 2021             | 2015   | 2021     | Pierre Robert          |        | DVD    | Adjoint au maire du Puy-en-Velay jusqu'en 2020 |
| 2015             | 2021             | 2015   | 2021     | Christelle Valantin    |        | DVD    | Maire de Coubon                                |
| 2021             | 2028             | 2021   | en cours | Jean-François Exbrayat |        | DVD    | Adjoint au maire du Puy-en-Velay               |
| 2021             | 2028             | 2021   | en cours | Christelle Valantin    |        | DVD    | Conseillère sortante                           |

### Résultats détaillés

#### Élections de mars 2015
À l'issue du 1er tour des élections départementales de 2015, deux binômes sont en ballotage : Pierre Robert et Christelle Valantin (Union de la Droite, 49,32 %) et Laurent Johanny et Isabelle Margerit (PS, 25,73 %). Le taux de participation est de 50,87 % (4 478 votants sur 8 803 inscrits) contre 53,67 % au niveau départemental et 50,17 % au niveau national.
Au second tour, Pierre Robert et Christelle Valantin (Union de la Droite) sont élus avec 63,64 % des suffrages exprimés et un taux de participation de 49,05 % (2 513 voix pour 4 290 votants et 8 746 inscrits).

#### Élections de juin 2021
Le premier tour des élections départementales de 2021 est marqué par un très faible taux de participation (33,26 % au niveau national). Dans le canton du Puy-en-Velay-4, ce taux de participation est de 39,81 % (3 484 votants sur 8 752 inscrits) contre 40,17 % au niveau départemental. À l'issue de ce premier tour,  le binôme constitué de Jean-François Exbrayat et Christelle Valantin (DVD , 66,55 %), est élu avec 66,55 % des suffrages exprimés.

## Composition
| Nom                                     | Code Insee | Intercommunalité   | Superficie (km2) | Population (dernière pop. légale)               | Densité (hab./km2) | Modifier                                    |
| --------------------------------------- | ---------- | ------------------ | ---------------- | ----------------------------------------------- | ------------------ | ------------------------------------------- |
| Le Puy-en-Velay (bureau centralisateur) | 43157      | CA du Puy-en-Velay | 16,79            | Fraction : 7 089 (2022) Commune : 18 989 (2022) | 1 131              | modifier les données · modifier les données |
| Arsac-en-Velay                          | 43010      | CA du Puy-en-Velay | 12,15            | 1 216 (2022)                                    | 100                | modifier les données · modifier les données |
| Coubon                                  | 43078      | CA du Puy-en-Velay | 22,73            | 3 137 (2022)                                    | 138                | modifier les données · modifier les données |
| Canton du Puy-en-Velay-4                | 4315       |                    |                  | 11 442 (2022)                                   |                    | modifier les données                        |

Le canton du Puy-en-Velay-4 comprend :
1. deux communes entières,
2. la partie de la commune du Puy-en-Velay non incluse dans les cantons du Puy-en-Velay-1, du Puy-en-Velay-2 et du Puy-en-Velay-3.

## Démographie
En 2022, le canton comptait 11 442 habitants, en évolution de −6,44 % par rapport à 2016 (Haute-Loire : +0,36 %, France hors Mayotte : +2,11 %).
| 2013   | 2018   | 2022   |
| ------ | ------ | ------ |
| 12 047 | 11 538 | 11 442 |